# Покровка (Успенский район)
Покровка (каз. Покровка) — упразднённое село в Успенском районе Павлодарской области Казахстана. Входило в состав Богатырского сельского округа. Ликвидировано в 1990-е годы.

## Население
В 1989 году население села составляло 21 человек.